# Planinska jarebika
Planinska jarebika (planinska oskoruša, obična jarebika, Sorbus aucuparia) je bjelogorična vrsta drveća iz porodice Rosaceae.

## Rasprostranjenost
U Hrvatskoj je autohtona vrsta. Jarebika ima veliki prirodni areal. Raste u zapadnoj Aziji i po skoro cijeloj Europi, dolazi do Islanda. Nema je u južnim predjelima Španjolske i Grčke te u dijelovima Panonske nizine. Pojedinačna nalazišta su u sjevernoj Africi, Maloj Aziji i na Kavkazu.

## Izgled
Jarebika je do 15 – 20 m visoko listopadno drvo. Ima rijetku, okruglastu krošnju, vitko tanko deblo i dobro razvijen, ali plitak korijenov sustav. Doživi starost do 100 godina. Kora jarebike u mladosti je srebrnosiva, glatka, sjajna, a kasnije uzdužno je ispucala i potamni. Debela je oko 5 mm. Mladi izbojci su crvenkastosivi, gusto dlakavi, a kasnije goli i s većim brojem ovalnih svjetlijih lenticela. Pupovi su veliki, do 15 mm dugi, ušiljeni, prilegli, čunjasti, spiralno raspoređeni, pokriveni velikim, prileglim, tamnosmeđim do crnim ljuskama, koje su na gornjim rubovima dlakave i tamnije. Lišće je 10 – 20 cm dugo, neparno perasto sastavljeno od 9 do 19 liski, koje su usko eliptične 1 do 2.5 cm duge, oštro napiljenog ruba, s gornje strane tamnozelene, s donje svijetlozelene, a u jesen narančastocrvene boje. Prvo su dlakave, a kasnije gole. Palistići rano otpadaju. Cvjetovi su dvospolni, entomogamni, neugodnoga mirisa, bijeli, oko 1 cm široki. Pojedinačni cvjetovi udruženi su, u do 20 cm širokim vršnim gronjama. Lapova čaške i latica ima 5, prašnika 20, plodnih listova 5 te najčešće 3 vrha tučka. Cvate u svibnju ili lipnju. Plodovi su okruglasti, slični bobama, mesnati, do 1 cm debeli, narančastocrvene boje, imaju peterokraki zvjezdasti ožiljak na ulegnutom tjemenu. Sirovi su opori, gorki i trpki, u velikoj količini mogu biti i otrovni. Postaju jestivi prerađeni s vrelom vodom ili 10 sati namočeni u razrijeđenom octu. Nakon prvih mrazeva sadrže više šećera (do 7%). Dozrijevaju krajem kolovoza i početkom rujna. Plodovi ostaju na stablu do dugo u jesen ili cijelu zimu. Sadrže 2- 6 sjemenki, najčešće 3, koje su konične, uske i crvenkaste. Sjeme raznose ptice, koje ga vrlo radu jedu. 

## Ekološka svojstva
U mladosti raste brzo u visinu, ali kasnije naglo uspori. Poluheliofilna je do heliofilna vrsta. U mladosti može rasti i zasjenjena, kasnije treba više svjetla. Jarebika je vrlo skromna i prilagodljiva vrsta. Najbolje raste na svježim i dubokim tlima, ali nalazi se i na suhim. Dobro podnosi sušu, niske temperature, mraz, snjegolome i posolicu. Jednako dobro raste na vapnenoj i silikatnoj matičnoj podlozi. Nastupa kao pionirska vrsta, ali samo na primjerenim staništima gdje nema kompeticije. Jako je otporna protiv onečišćenog zraka pa se sadi u parkovima i drvoredima. Vrlo je korisna pri pomlađivanju smreke, jele i ariša. 
Raste češće pojedinačno, ali i u grupama. Kao kržljav grm raste i do 2400 m nadmorske visine u Alpama.

## Korisnost
Jarebikini plodovi, jestivi su kada se prerade; sirovi su opori, gorki i trpki, a uzeti u velikim količinama, mogu djelovati otrovno. Pri branju plodova, najbolje je odrezati cijele štitove. Poželjno je berbu odgoditi do prvih mrazeva, kada plodovi sadrže više šećera, do 7%.
Treba naglasiti da se jarebika kao voćka uzgaja još od ranog srednjeg vijeka, a njen uzgoj preporučao je i Karlo Veliki u svojim Kapitularima (otprilike nastali između 771. i 800. godine). No intenzivniji uzgoj započinje tek oko 1900.Kao voćka se jarebika osim u Njemačkoj i Austriji uzgaja i u Rusiji ,Bugarskoj i Poljskoj
Razvijen je i veći broj kultiviranih odlika koje možemo podijeliti na one koje se koriste u hortikulturi,te na one koje se uzgajaju zbog plodova( najviše u Rusiji,nekoliko odlika stvorio je i čuveni ruski botaničar Ivan Vladimirovič Mičurin ),plodovi istih jestivi su i u svježem stanju( sorte"Edulis"/ od 1810./,"Klosterneuburg IV","Rosina" ,"Krasnaja Krupnaja","Nevezhinskaja","Alaja Krupnaja","Rossica","Rossica major").Mičurin je razvio i u sviježem stanju jestive križance jarebike i aronije( lat.Sorbaronia fallax sorte 'Burka', 'Likjornaja' i 'Titan'), jarebike i mušmule(lat.Sorbomespilus "Dessertnaja"),jarebike i divlje kruške("Rubinovaja","Krassavitsa","Eliit","Zoltaya"),te jarebike i gloga (Crataegosorbus "Granatnaja").
Nakon prerade, jarebikini plodovi služe za spremanje miješanih marmelada, želea, kompota, kaša, sokova, sirupa, mošta, vina i vitaminskih koncentrata. U Njemačkoj se pripremaju miješane marmelade od plodova jarebike, jabuke, kruške, šipka i drugog voća dodavajući do 50% šećera. U slavenskim zemljama priprema se rakija, koja ulazi u sastav nekih vrsta votke. Od plodova se priprema i ocat, osušeni služe kao zamjena za ruski čaj. U pučkoj medicini smatra se, da povoljno djeluju protiv dijabetesa, promuklosti, kašlja, reume, bolesti žuči i za izlučivanje kamenaca. Smanjuju količinu kolesterola u krvi, a posjeduju i jako antimikrobno djelovanje. Estrakt iz svježih plodova, služi kao sredstvo za otvaranje, a mošt kao sredstvo za zaustavljanje proljeva. To se objašnjava činjenicom, da u svježim plodovima ima parasorbinske kiseline, koja podražuje želučano - crijevnu sluznicu, a u moštu je nema. Zreli plodovi sadrže oko 72% vode, 6% šećera (fruktoze, glukoze, sorboze i saharoze), 1% dušičnih tvari, 2% organskih kiselina, oko 160 mg% vitamina C i dosta vitamina E. Plodovi su vrlo bogati i vitaminom A - do 56 mg %. Prisutan je i alkohol sorbit, koji nastaje fermentacijom šećera sorboze. Sjemenke jarebike sadrže male količine glikozida cijanovodične kiseline, amigadalina. Drvo jarebike upotrebljavalo se u kotlarstvu i rezbarstvu.Koristi se i u hortikulturi.
Treba naglasiti i da iako je jarebika kod nas razmjerno često drvo,i to prije svega u Gorskom kotaru i na Velebitu kod nas pokušaja kultiviranja odnosno oplemenjivanja ove vrste divljeg voća nije bilo.

## Vanjske poveznice
- Jarebika